# Liste des avions de chasse de première génération
La liste des avions classés de première génération (1942-1950) couvre les premières tentatives d'avions militaires utilisant des moteurs à réaction lors de la Seconde Guerre mondiale aux capacités opérationnelles limitées (Me 262, Meteor), aux premiers avions de combat matures tels que le F-86 utilisé durant la guerre de Corée.

## Seconde guerre mondiale

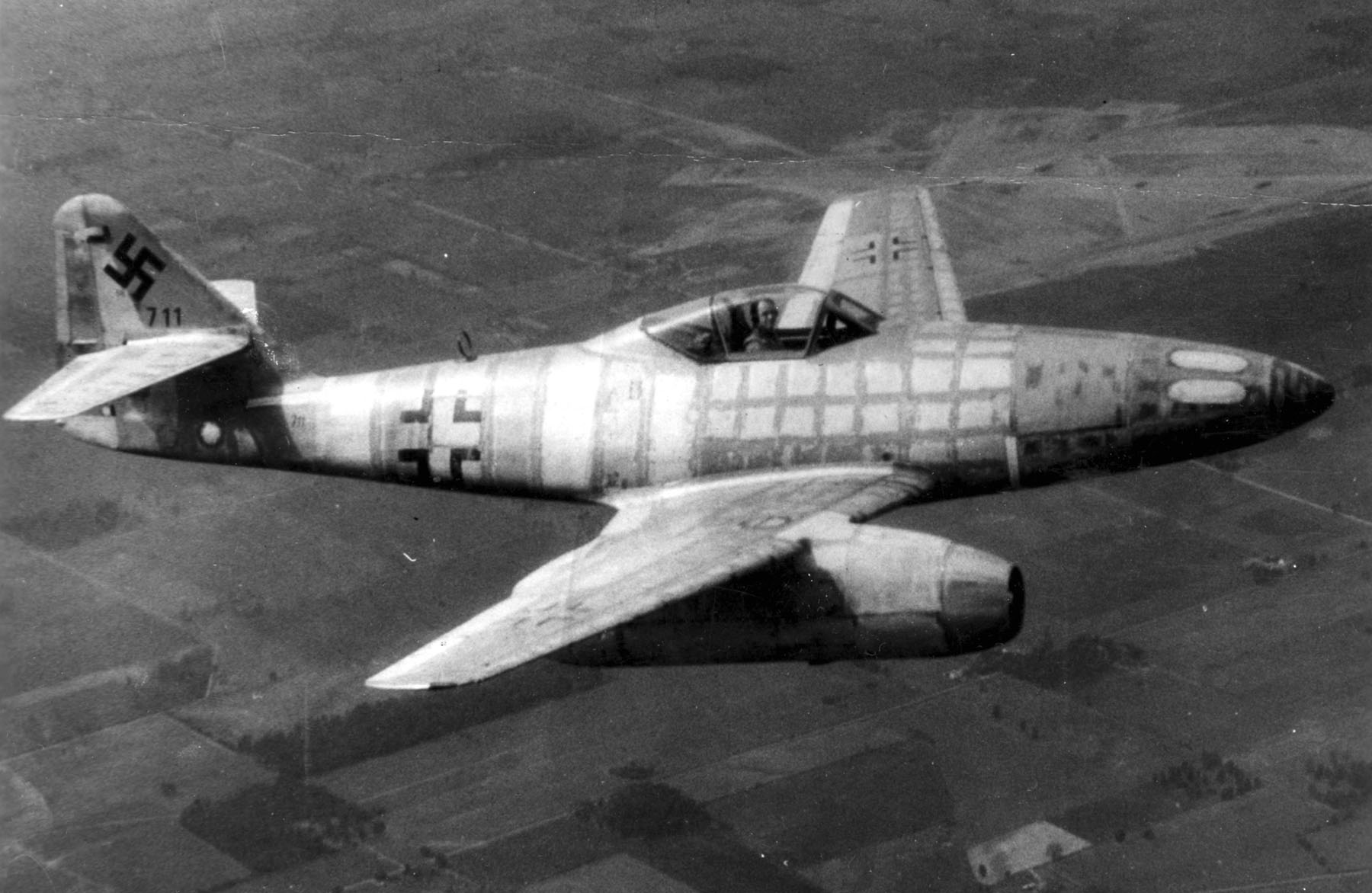
Le Messerschmitt Me 262, l'un des premiers chasseurs à réaction

Les premières tentatives reposent sur les concepts de design des avions à pistons. Le premier avion à turboréacteur opérationnel, le Heinkel He 178, était une conception allemande qui a volé pour la première fois en 1939. Il a servi de base au Heinkel He 280 et au Messerschmitt Me 262. De leur côté, les britanniques développèrent le Gloster E.28/39, un prototype qui n'a jamais servi en opérations de combat, durant la Seconde Guerre mondiale.
Le Bell P-59 Airacomet était le premier chasseur à réaction américain à être mis en service, mais il a été largement considéré comme d'une conception inférieure et n'a jamais vu le combat. Le North American P-51 Mustang à moteur à piston pouvait atteindre des vitesses plus élevées et avait un rayon d'action beaucoup plus important.
Les Japonais développèrent certains modèles expérimentaux, comme le Nakajima J9Y Kikka, mais aucun de ses projets ne se concrétisa.
| Mise en service                       |  | Pays d'origine | Fabricant     | Nom               | Pays utilisateurs |
| ------------------------------------- |  | -------------- | ------------- | ----------------- | ----------------- |
| Avion expérimental Premier vol : 1939 |  | Allemagne      | Heinkel       | He 178            | - Reich allemand  |
| Avion expérimental Premier vol : 1941 |  | Allemagne      | Heinkel       | He 280            | - Reich allemand  |
| Avion expérimental Premier vol : 1941 |  | Royaume-Uni    | Gloster       | G.40 Pioneer      | - Royaume-Uni     |
| Jamais Premier vol : 1942             |  | États-Unis     | Bell          | P-59 Airacomet    | - États-Unis      |
| 1944                                  |  | Allemagne      | Messerschmitt | Me 262 Schwalbe   | - Reich allemand  |
| 1944                                  |  | Royaume-Uni    | Gloster       | Meteor            | - Royaume-Uni     |
| 1944                                  |  | Allemagne      | Arado         | Ar 234            | - Reich allemand  |
| 1945                                  |  | Allemagne      | Heinkel       | He 162 Salamander | - Reich allemand  |
| Jamais Premier vol : 1945             |  | Japon          | Nakajima      | Kikka             | - Japon           |
| Jamais Premier vol : 1945             |  | États-Unis     | Northrop      | XP-79             | - États-Unis      |
| Jamais Premier vol : 1945             |  | Allemagne      | Messerschmitt | Me 263            | - Reich allemand  |
| Jamais Projet                         |  | Allemagne      | Focke-Wulf    | Ta 183 Huckebein  | - Reich allemand  |
| Jamais Projet                         |  | Japon          | Nakajima      | Ki-201 Karyu      | - Japon           |
| Jamais Projet                         |  | Japon          | Kawanishi     | Baika             | - Japon           |
| Jamais Projet                         |  | Allemagne      | Focke-Wulf    | Triebflügel       | - Reich allemand  |

## Après Guerre
D'autres avions ont été construits ou développés pendant la guerre, mais n'ont pas vu le combat. La plupart sont entrés en service dans les années d'après-guerre :
| Mise en service                       |  | Pays d'origine   | Fabricant                    | Nom                | Pays utilisateurs                                                    |
| ------------------------------------- |  | ---------------- | ---------------------------- | ------------------ | -------------------------------------------------------------------- |
| 1945                                  |  | États-Unis       | Lockheed                     | P-80 Shooting Star | - États-Unis - Brésil - Chili - Équateur                             |
| 1945                                  |  | États-Unis       | Ryan                         | FR-1 Fireball      | - États-Unis                                                         |
| 1946                                  |  | Union soviétique | Mikoyan-Gourevitch           | MiG-9              | - Union soviétique - Chine                                           |
| 1946                                  |  | Royaume-Uni      | De Havilland                 | Vampire            | - Royaume-Uni - France - Suède - Inde                                |
| 1947                                  |  | États-Unis       | McDonnell                    | FH-1 Phantom       | - États-Unis                                                         |
| 1947                                  |  | Union soviétique | Yakovlev                     | Yak-15             | - Union soviétique                                                   |
| 1948                                  |  | États-Unis       | McDonnell                    | F2H Banshee        | - États-Unis - Canada                                                |
| Avion expérimental Premier vol : 1948 |  | France           | SNCASO                       | SO.6020 Espadon    | - France                                                             |
| 1951                                  |  | Royaume-Uni      | Supermarine                  | Attacker           | - Royaume-Uni - Pakistan                                             |
| 1951                                  |  | France           | Dassault                     | Ouragan            | - France - Inde - Israël - Salvador                                  |
| Projet. Un seul vol le 8 avril 1952   |  | Suisse           | Eidgenössische Flugzeugwerke | EFW N-20 Aiguillon | Suisse                                                               |
| 1953                                  |  | Royaume-Uni      | Armstrong Whitworth          | Sea Hawk           | - Royaume-Uni - Allemagne de l'Ouest - Canada - Australie - Pays-Bas |

## Guerre de Corée

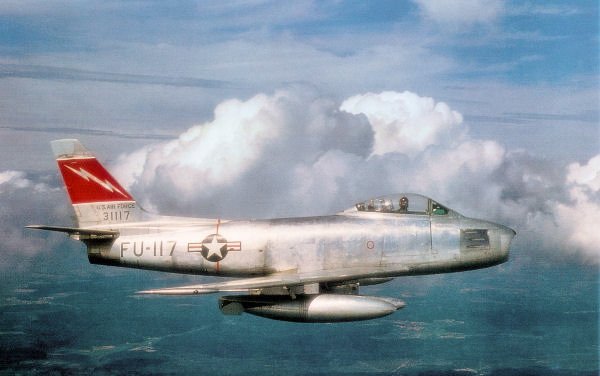
North American F-86 Sabre

Après la Seconde Guerre mondiale, on développe le concept d'aile en flèche et certains chasseurs arrivent briser le Mur du son en piqué, mais la quasi-totalité d'entre eux n'avait pas la poussée pour le faire en vol en palier. Le Radar est peu à peu incorporé dans les intercepteurs et les chasseurs de nuit, mais les premiers modèles requièrent un opérateur radar dédié . Ces avions sont principalement associés à la guerre de Corée.

### Intercepteurs
| Mise en service                       |  | Pays d'origine   | Fabricant    | Nom                 | Pays utilisateurs                          |
| ------------------------------------- |  | ---------------- | ------------ | ------------------- | ------------------------------------------ |
| 1950                                  |  | États-Unis       | Northrop     | F-89 Scorpion       | - États-Unis                               |
| 1951                                  |  | États-Unis       | Lockheed     | F-94 Starfire       | - États-Unis                               |
| 1951                                  |  | États-Unis       | Douglas      | F3D Skyknight       | - États-Unis                               |
| 1952                                  |  | Royaume-Uni      | De Havilland | Venom               | - Royaume-Uni - Suisse - Australie - Suède |
| 1953                                  |  | Canada           | Avro         | CF-100 Canuck       | - Canada - Belgique                        |
| Avion expérimental Premier vol : 1953 |  | France           | SNCASO       | SO.9000 Trident     | - France                                   |
| 1955                                  |  | Union soviétique | Yakovlev     | Yak-25 Flashlight-A | - Union soviétique                         |

### Chasseurs-bombardiers
| Mise en service |  | Pays d'origine | Fabricant | Nom                 | Pays utilisateurs                                                             |
| --------------- |  | -------------- | --------- | ------------------- | ----------------------------------------------------------------------------- |
| 1947            |  | États-Unis     | Republic  | F-84 Thunderjet     | - États-Unis - France - Allemagne de l'Ouest - Belgique - Grèce - Yougoslavie |
| 1949            |  | États-Unis     | Grumman   | F9F Panther         | - États-Unis - Argentine                                                      |
| 1950            |  | Suède          | Saab      | Saab 21R            | - Suède                                                                       |
| 1953            |  | États-Unis     | Republic  | F-84F Thunderstreak | - États-Unis - France - Allemagne de l'Ouest - Belgique - Pays-Bas            |
| 1955            |  | France         | Dassault  | Mystère II          | - France                                                                      |
| 1955            |  | France         | Dassault  | Mystère IV          | - France - Inde - Israël                                                      |

### Avion d'attaque
| Mise en service |  | Pays d'origine       | Fabricant        | Nom            | Pays utilisateurs                                                                           |
| --------------- |  | -------------------- | ---------------- | -------------- | ------------------------------------------------------------------------------------------- |
| 1947            |  | États-Unis           | North American   | FJ Fury        | - États-Unis                                                                                |
| 1948            |  | Union soviétique     | Mikoyan-Gurevich | MiG-15 Fagot   | - Union soviétique - Allemagne de l'Est - Chine - Corée du Nord - Tchécoslovaquie - Vietnam |
| 1949            |  | États-Unis           | North American   | F-86 Sabre     | - États-Unis - Allemagne de l'Ouest - Arabie saoudite - Canada - Corée du Sud               |
| 1949            |  | Union soviétique     | Lavotchkine      | La-15 Fantail  | - Union soviétique                                                                          |
| 1949            |  | Union soviétique     | Yakovlev         | Yak-23 Flora   | - Union soviétique - Albanie - Bulgarie - Pologne - Roumanie - Tchécoslovaquie              |
| 1950            |  | Canada États-Unis    | Canadair         | Sabre          | - Canada - Colombie - Allemagne de l'Ouest - Honduras - Pakistan                            |
| 1952            |  | Suède                | Saab             | J-29 Tunnan    | - Suède - Autriche                                                                          |
| 1952            |  | Union soviétique     | Mikoyan-Gurevich | MiG-17 Fresco  | - Union soviétique - Indonésie - Mali - Mozambique                                          |
| 1953            |  | États-Unis           | Grumman          | F9F Cougar     | - États-Unis - Argentine                                                                    |
| 1954            |  | États-Unis           | Vought           | F7U Cutlass    | - États-Unis                                                                                |
| 1954            |  | Australie États-Unis | CAC              | CAC Sabre      | - Australie - Indonésie - Malaisie                                                          |
| 1955            |  | Suède                | Saab             | Saab 32 Lansen | - Suède                                                                                     |
| 1956            |  | Chine                | Shenyang         | J-5            | - Chine - Albanie - Bangladesh - Corée du Nord - Soudan                                     |
| 1956            |  | États-Unis           | McDonnell        | F3H Demon      | - États-Unis                                                                                |
| 1962            |  | Espagne              | Hispano Aviación | HA-200         | - Espagne - République arabe unie                                                           |

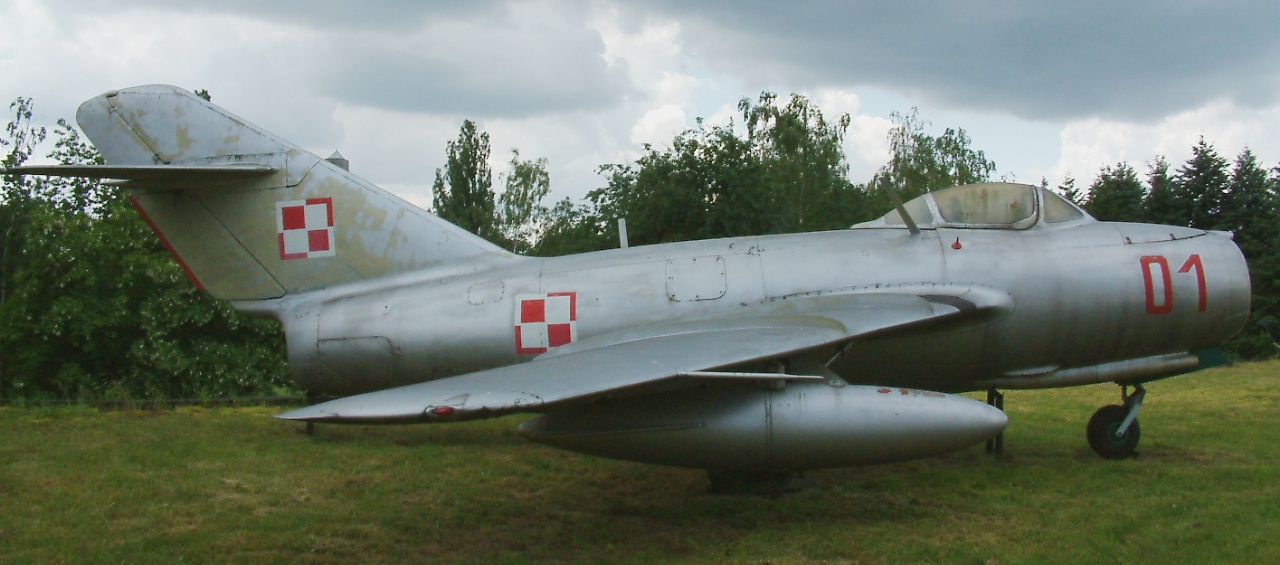
Mikoyan-Gourevitch MiG-15

Dans les années 1950, les avions de chasse de seconde génération étaient des avions qui utilisaient les missiles air-air comme arme principale et pouvaient dépasser régulièrement la vitesse du son en vol horizontal. Les avions de la première génération étaient limités à des engagements à portée visuelle, et les performances de nouveaux missiles, comme le AIM-7 Sparrow avec radar semi-actif, obligent à modifier la conception des avions.